# Victoria's Secret Fashion Show 2011
Victoria's Secret Fashion Show là một show diễn thời trang hàng năm của thương hiệu đồ lót nổi tiếng Victoria's Secret. Show diễn năm 2011 có sự xuất hiện của những thiên thần Victoria's Secret là Adriana Lima, Alessandra Ambrosio, Miranda Kerr, Doutzen Kroes, Behati Prinsloo, Candice Swanepoel, Chanel Iman, Erin Heatherton, Lily Aldridge và Lindsay Ellingson. Trong khi đó, Lais Ribeiro nhận thanh toán.

## Fashion Show Segments

### 1. Segment: Ballet
| Người mẫu           | Năm xuất hiện đầu tiên trên sàn diễn của Victoria's Secret | Ghi chú                             |
| ------------------- | ---------------------------------------------------------- | ----------------------------------- |
| Candice Swanepoel   | 2007                                                       | Thiên thần hiện tại                 |
| Anja Rubik          | 2009                                                       |                                     |
| Lily Aldridge       | 2009                                                       | Thiên thần hiện tại                 |
| Alessandra Ambrosio | 2000                                                       | Thiên thần hiện tại                 |
| Chanel Iman         | 2009                                                       | Thiên thần hiện tại                 |
| Doutzen Kroes       | 2005                                                       | Thiên thần hiện tại                 |
| Toni Garrn          | 2011                                                       | Người mẫu mới                       |
| Sui He              | 2011                                                       | Người mẫu mới                       |
| Lais Ribeiro        | 2010                                                       | Chiến dịch đặc biệt của thương hiệu |
| Bregje Heinen       | 2011                                                       | Người mẫu mới                       |
| Miranda Kerr        | 2006                                                       | Thiên thần hiện tại                 |

### 2. Segment: Super Angels
| Người mẫu         | Năm xuất hiện đầu tiên trên sàn diễn của Victoria's Secret | Ghi chú             |
| ----------------- | ---------------------------------------------------------- | ------------------- |
| Adriana Lima      | 1999                                                       | Thiên thần hiện tại |
| Lindsay Ellingson | 2007                                                       | Thiên thần hiện tại |
| Shannan Click     | 2008                                                       |                     |
| Izabel Goulart    | 2005                                                       | Cựu thiên thần      |
| Karlie Kloss      | 2011                                                       | Người mẫu mới       |
| Joan Smalls       | 2011                                                       | Người mẫu mới       |
| Karmen Pedaru     | 2011                                                       | Người mẫu mới       |
| Behati Prinsloo   | 2007                                                       | Thiên thần hiện tại |
| Anja Rubik        | 2009                                                       |                     |
| Erin Heatherton   | 2008                                                       | Thiên thần hiện tại |

### 3. Segment: Passion
| Người mẫu           | Năm xuất hiện đầu tiên trên sàn diễn của Victoria's Secret | Ghi chú                             |
| ------------------- | ---------------------------------------------------------- | ----------------------------------- |
| Alessandra Ambrosio | 2000                                                       | Thiên thần hiện tại                 |
| Candice Swanepoel   | 2007                                                       | Thiên thần hiện tại                 |
| Maryna Linchuk      | 2008                                                       |                                     |
| Lily Donaldson      | 2010                                                       |                                     |
| Doutzen Kroes       | 2005                                                       | Thiên thần hiện tại                 |
| Julia Stegner       | 2005                                                       |                                     |
| Bregje Heinen       | 2011                                                       | Người mẫu mới                       |
| Lais Ribeiro        | 2010                                                       | Chiến dịch đặc biệt của thương hiệu |
| Flavia de Oliveira  | 2006                                                       |                                     |
| Adriana Lima        | 1999                                                       | Thiên thần hiện tại                 |

### 4. Segment: Aquatic Angels
Nhạc nền : Move like jagger (live).
Ca sĩ : Maron 5.
| Người mẫu           | Năm xuất hiện đầu tiên trên sàn diễn của Victoria's Secret | Ghi chú                                                             |
| ------------------- | ---------------------------------------------------------- | ------------------------------------------------------------------- |
| Miranda Kerr        | 2006                                                       | Thiên thần hiện tại Mặc bộ "Fantasy Treasure Bra" (Giá: $2,500,000) |
| Sui He              | 2011                                                       | Người mẫu mới                                                       |
| Constance Jablonski | 2010                                                       |                                                                     |
| Caroline Winberg    | 2005                                                       |                                                                     |
| Lindsay Ellingson   | 2007                                                       | Thiên thần hiện tại                                                 |
| Anne Vyalitsyna     | 2008                                                       |                                                                     |
| Lưu Văn             | 2009                                                       |                                                                     |
| Anais Mali          | 2011                                                       | Người mẫu mới                                                       |
| Erin Heatherton     | 2008                                                       | Thiên thần hiện tại                                                 |
| Joan Smalls         | 2011                                                       | Người mẫu mới                                                       |
| Maryna Linchuk      | 2008                                                       |                                                                     |
| Karlie Kloss        | 2011                                                       | Người mẫu mới                                                       |

### 5. Segment: I Put A Spell On You
| Người mẫu           | Năm xuất hiện đầu tiên trên sàn diễn của Victoria's Secret | Ghi chú             |
| ------------------- | ---------------------------------------------------------- | ------------------- |
| Doutzen Kroes       | 2005                                                       | Thiên thần hiện tại |
| Alessandra Ambrosio | 2000                                                       | Thiên thần hiện tại |
| Karmen Pedaru       | 2011                                                       | Người mẫu mới       |
| Lily Donaldson      | 2010                                                       |                     |
| Izabel Goulart      | 2005                                                       | Cựu thiên thần      |
| Toni Garrn          | 2011                                                       |                     |
| Emanuela de Paula   | 2008                                                       |                     |
| Cameron Russell     | 2011                                                       | Người mẫu mới       |
| Candice Swanepoel   | 2007                                                       | Thiên thần hiện tại |
| Shanina Shaik       | 2011                                                       | Người mẫu mới       |
| Anja Rubik          | 2009                                                       |                     |
| Adriana Lima        | 1999                                                       | Thiên thần hiện tại |
| Miranda Kerr        | 2006                                                       | Thiên thần hiện tại |

### 6. Segment: PINK
| Người mẫu               | Năm xuất hiện đầu tiên trên sàn diễn của Victoria's Secret | Ghi chú                             |
| ----------------------- | ---------------------------------------------------------- | ----------------------------------- |
| Erin Heatherton         | 2008                                                       | Thiên thần hiện tại                 |
| Ieva Lagūna             | 2011                                                       | Người mẫu mới                       |
| Behati Prinsloo         | 2007                                                       | Thiên thần hiện tại                 |
| Lais Ribeiro            | 2010                                                       | Chiến dịch đặc biệt của thương hiệu |
| Shannan Click           | 2008                                                       |                                     |
| Jessica Clarke          | 2011                                                       | Người mẫu mới                       |
| Caroline Brasch Nielsen | 2011                                                       | Người mẫu mới                       |
| Chanel Iman             | 2009                                                       | Thiên thần hiện tại                 |
| Elsa Hosk               | 2011                                                       | Người mẫu mới                       |
| Jacquelyn Jablonski     | 2010                                                       |                                     |
| Lily Aldridge           | 2009                                                       | Thiên thần hiện tại                 |
| Lindsay Ellingson       | 2007                                                       | Thiên thần hiện tại                 |
| Karlie Kloss            | 2011                                                       | Người mẫu mới                       |